# Jany
Jany, německy Janny, jsou vesnice a část obvodu Nowe Miasto města Zielona Góra v Lubušském vojvodství v Polsku. Nachází se také na levé straně veletoku Odra a v etnickém regionu Dolní Slezsko a geomorfologických celcích Kotlina Kargowska a Wał Zielonogórski. Pod Jany, které jsou sídlem sołectwa, patří také vesnice Stożne.[nenalezeno v uvedeném zdroji]

## Historie a popis
Jany byly založeny v roce 1612 jako důležitý statek panství Stary Kisielin na úrodné půdě v údolí řeky Odry. V průběhu 17. a 18. století zde vznikla vesnice s několika desítkami domácností, statky a řemeslníky. Obyvatelstvo bylo evangelického luteránského vyznání. Jany se staly centrem protestantských věřících, kteří zde měli kapli, do které přicházeli věřící z okolních vesnic Zawada, Przytok, Nowy Kisielin a Stary Kisielin. V minulosti byly Jany vojenským obranným místem a proto se v okolí nacházejí zbytky německých bunkrů a zákopů. Pruské úřady začaly v roce 1834 byla používat donucovací opatření proti věřícím, kteří se unii postavili na odpor nařízení Pruské unie (Kirche der Altpreußischen Union), což bylo spojení pruských kalvinistů a luteránů do tzv. "evangelické Unie" (Evangelische Kirche in Preußen) nařízené pruským králem Fridrichem Vilémem III. To vedlo k částečné emigraci některých obyvatel z Jan a jejich okolí, kde poměrně velká komunita emigrovala v roce 1841 do Austrálie. Během druhé světové války se z obce odstěhovalo 80 % obyvatel. Zbylých 20 % Němců bylo v letech 1945 a 1946 nuceně odsunuto do Německa a Jany se staly součástí Polské lidové republiky. Do vesnice se přistěhovali noví polští občané, kteří vytvořili novou komunitu a vznikl zde kolchoz. V letech 1975–1998 Jany patřily do dnes již zaniklého Zelenohorského vojvodství. Do 31. prosince 2014 patřily Jany do již zrušené gminy Zielona Góra a nyní jsou součástí Noweho Miasta.
Nejbližším sousedním sídlem je Przytok. Jihovýchodně blízko vesnice se nachází rybník Staw Jany.

## Další informace
- Kaple sv. Archandělů Michaela, Rafaela a Gabriela (Kaplica św. Archaniołów Michała, Rafała i Gabriela)
- Lubuszki Szlak Wina i Miodu
- Rybník Jany (Staw Jany)
- Vinice
- Zaniklý evangelický hřbitov (Dawny Cmentarz ewangelicki)
- Zvonice

## Galerie

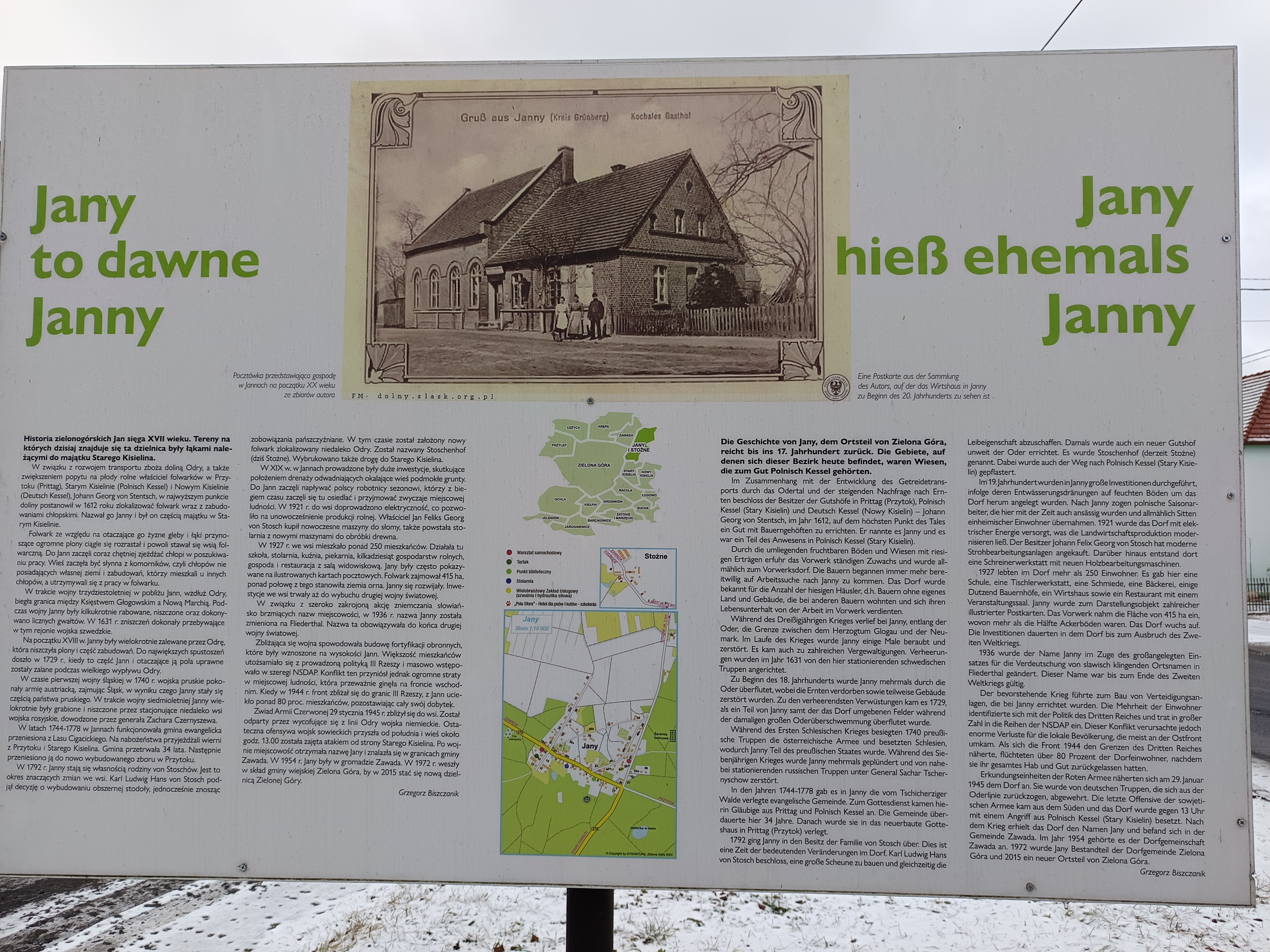
Informační panel ve vesnici
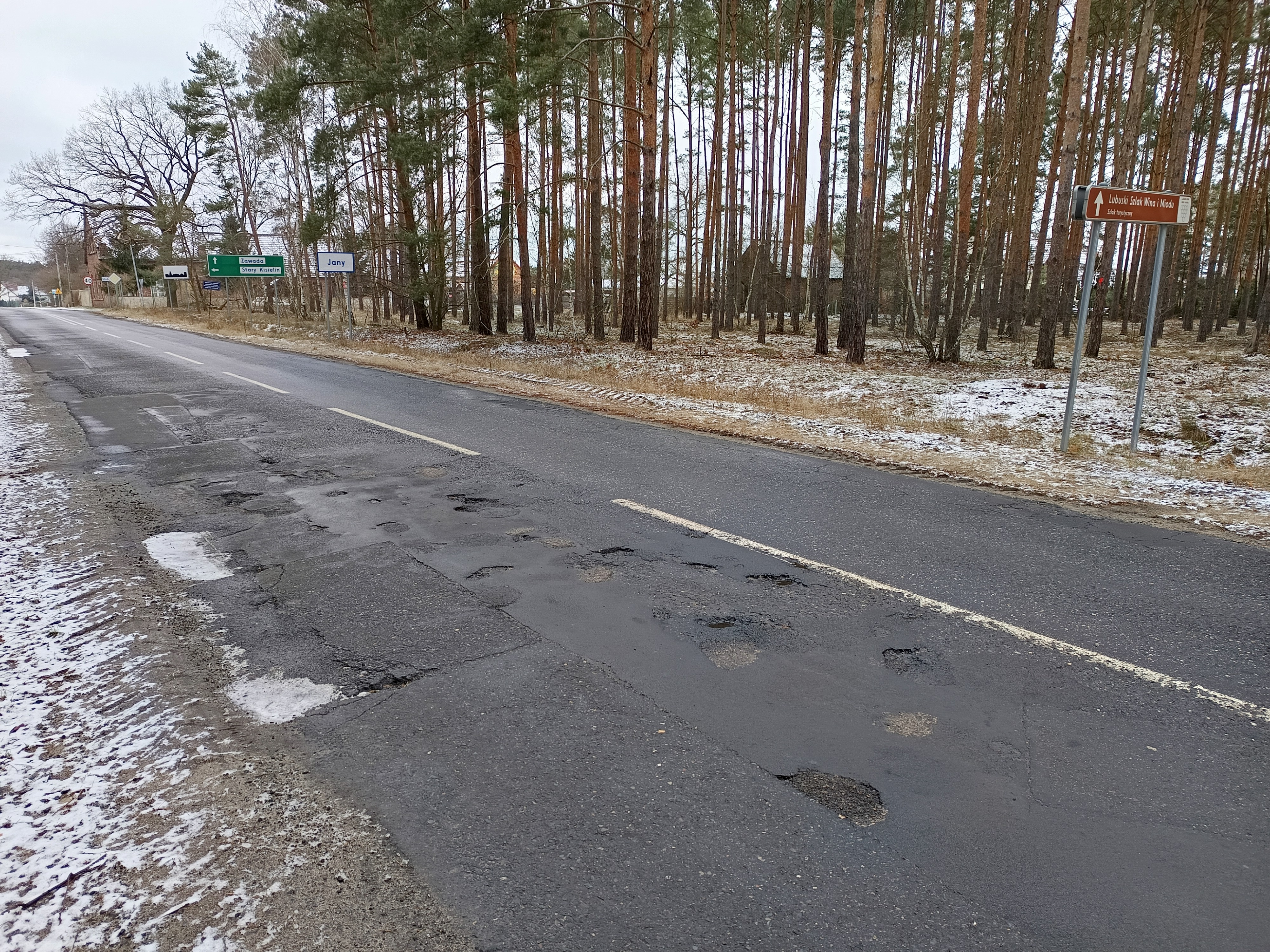
Lubuszki Szlak Wina i Miodu
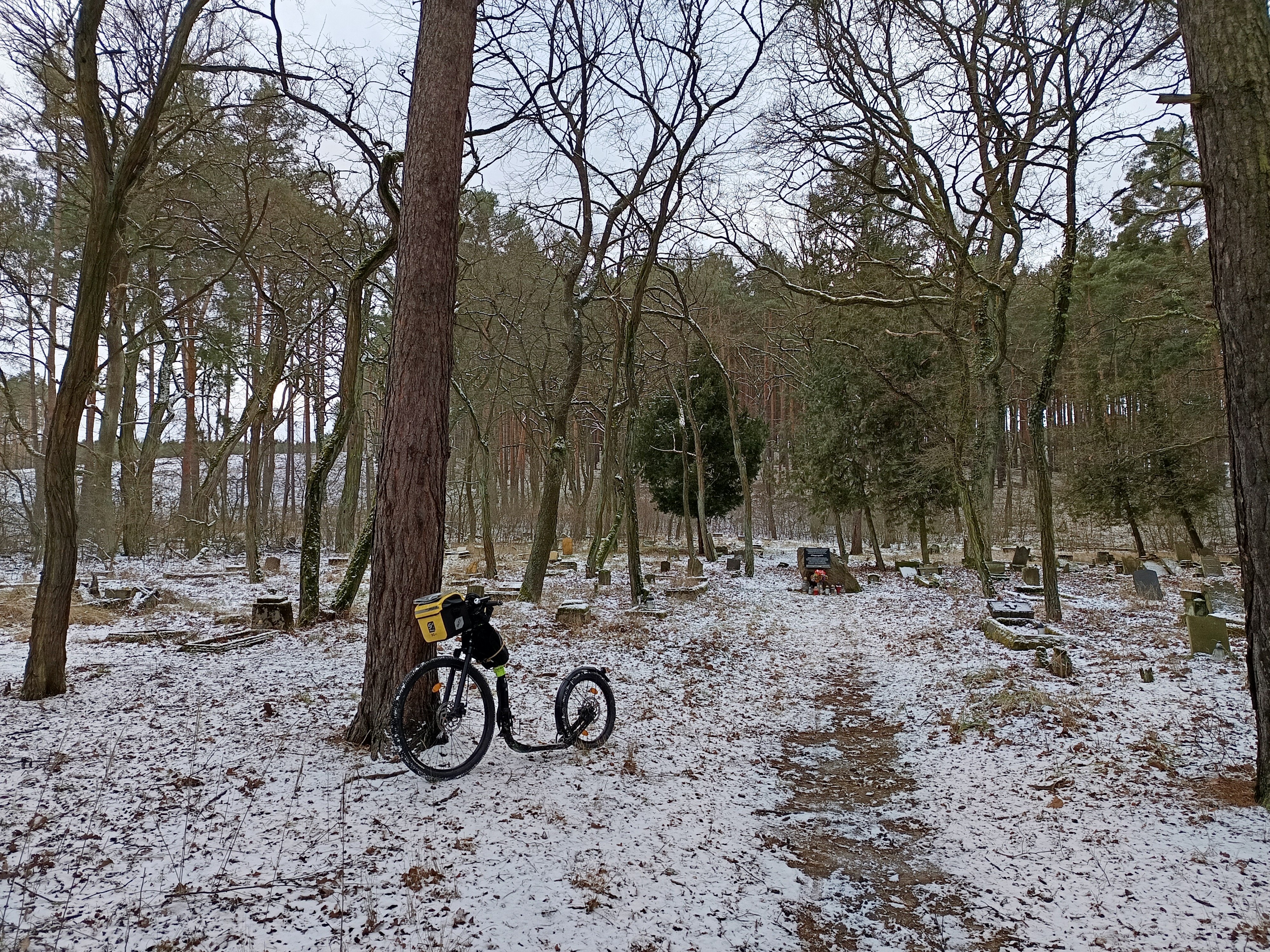
Zaniklý evangelický hřbitov (Dawny Cmentarz ewangelicki)